# Gmina Kalundborg (1970–2006)
Gmina Kalundborg (duń. Kalundborg Kommune) była w latach 1970–2006 (włącznie) jedną z gmin w Danii w okręgu zachodniej Zelandii (Vestsjællands Amt). 
Siedzibą władz gminy było miasto Kalundborg. 
Gmina Kalundborg została utworzona 1 kwietnia 1970 na mocy reformy podziału administracyjnego Danii. Po kolejnej reformie w 2007 r. weszła w skład nowej gminy Kalundborg.

## Dane liczbowe
- Liczba ludności: (♀ 10 016 + ♂ 10 175) = 20 191
  - wiek 0-6: 8,0%
  - wiek 7-16: 12,3%
  - wiek 17-66: 64,6%
  - wiek 67+: 15,1%
- zagęszczenie ludności: 155,3 osób/km²
- bezrobocie: 5,6% osób w wieku 17-66 lat
- cudzoziemcy z UE, Skandynawii i USA: 64 na 10 000 osób
- cudzoziemcy z krajów Trzeciego Świata: 274 na 10 000 osób
- liczba szkół podstawowych: 7 (liczba klas: 113)

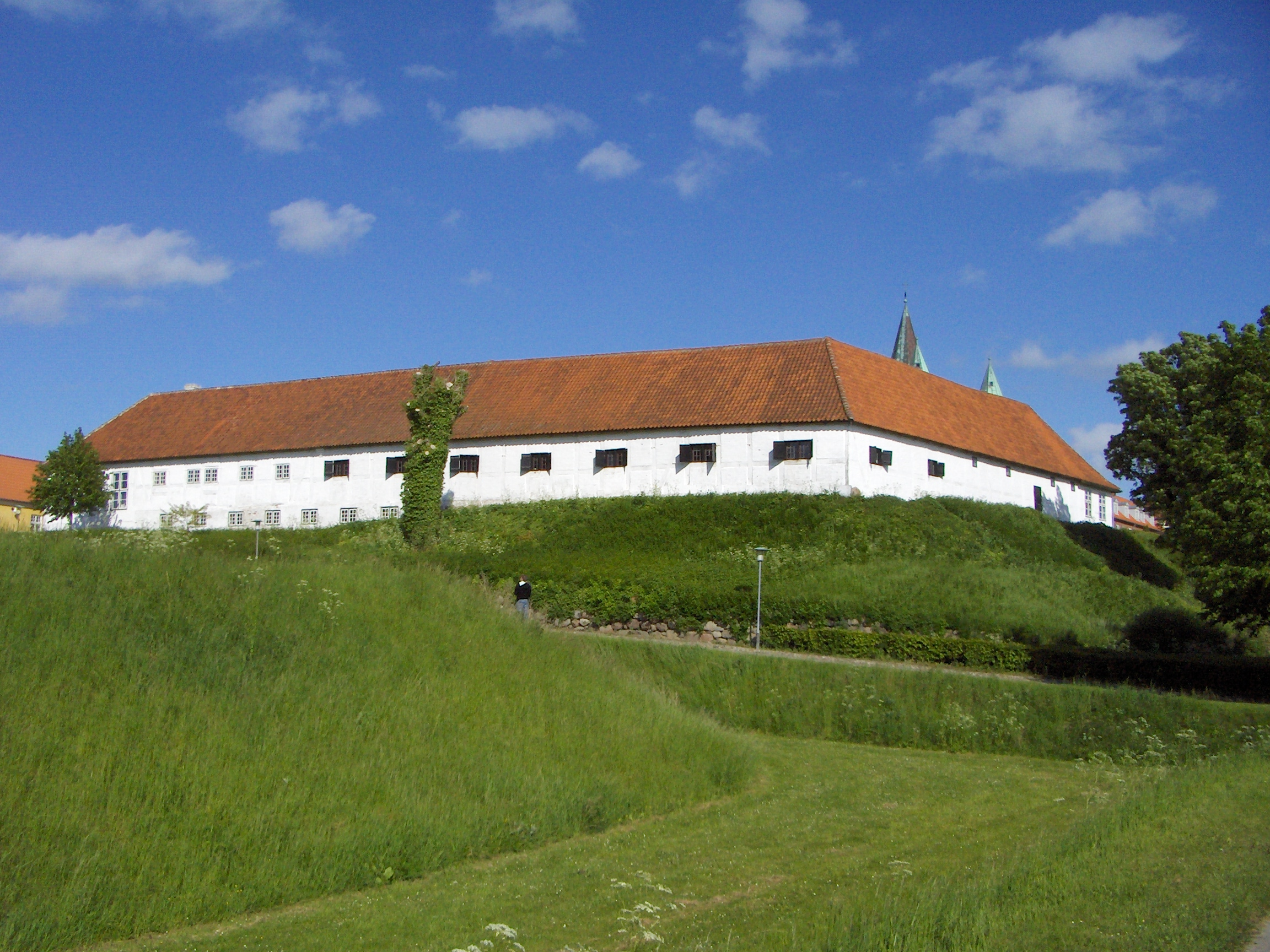
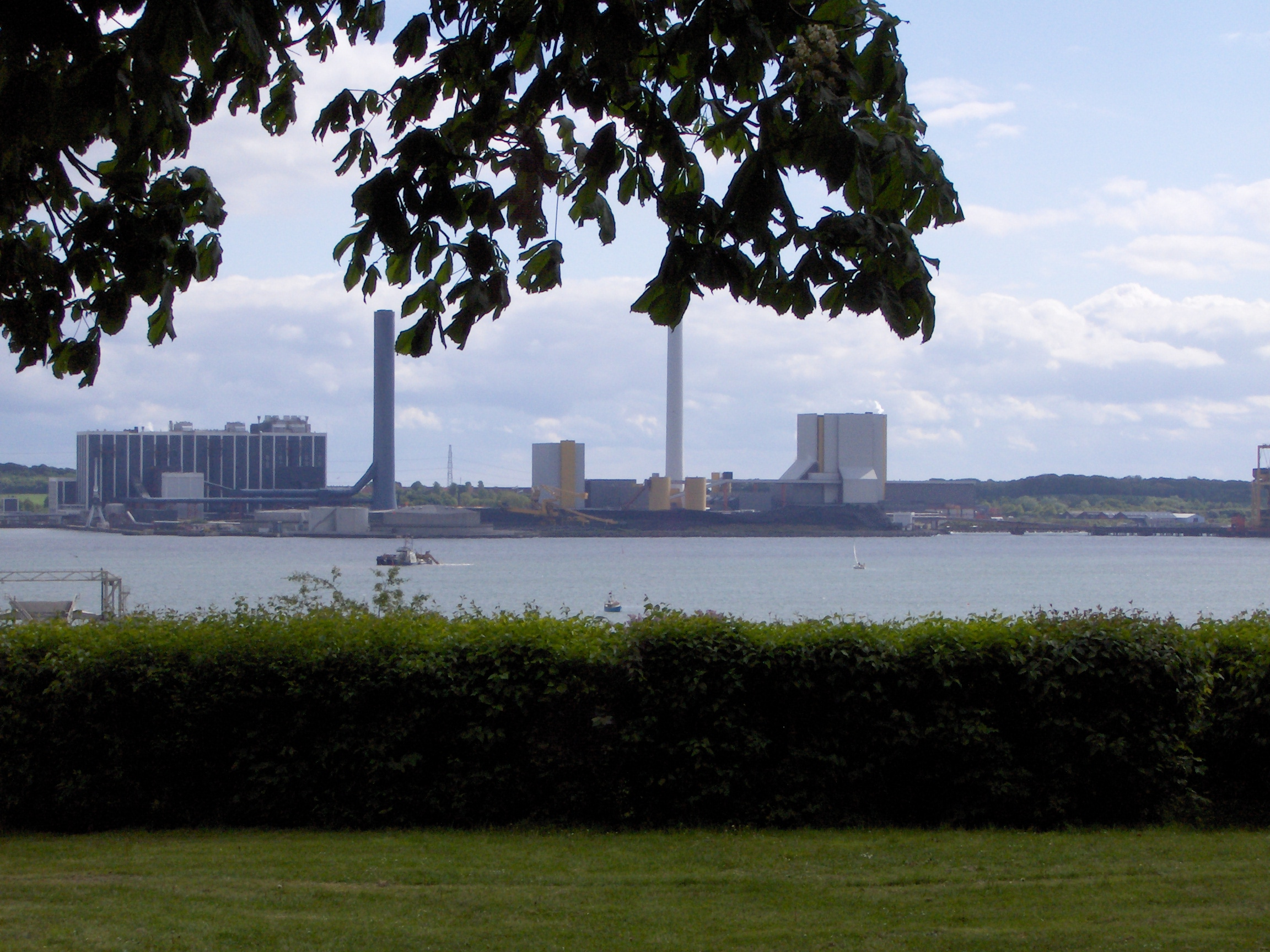
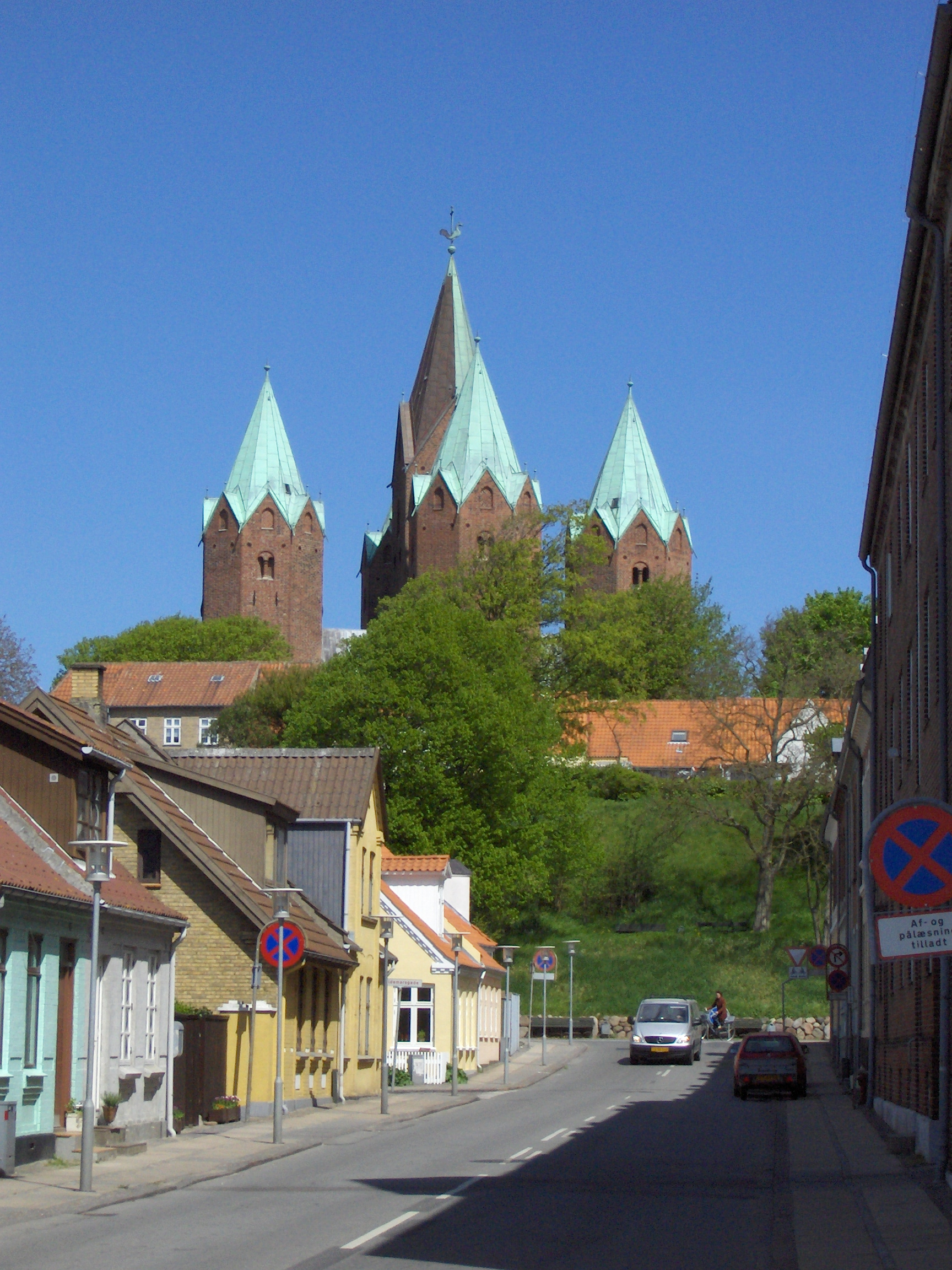